# 曾觌
曾觌（1109年—1180年），字纯甫，号海野老农，汴京（今河南开封）人，南宋官員。

## 生平
以父荫补官。南宋绍兴三十年（1160年），宋孝宗为建王時與龍大淵同為内知客，宋孝宗即位，授权知阁门事，出京擔任福建、浙東總管。後出使金國，路过邯郸，见丛台遗迹，有詩。乾道三年（1167年），參知政事陳俊卿彈劾曾觌與龍大淵洩漏機密，孝宗將曾、龍驅逐出朝。乾道四年，龍大淵卒，孝宗又想召曾覿回朝，為大臣所阻。乾道六年，陳俊卿罷相，孝宗召回曾覿，並恩寵有加。淳熙元年（1174年），官至开府仪同三司，加少保。淳熙六年（1179年），陳俊卿一再對孝宗指出朋黨的危害。孝宗開始對曾覿等人稍有疏遠。淳熙七年（1180年）卒。

## 延伸阅读
[在维基数据编辑]
 《宋史·卷470》，出自脱脱《宋史》